# Acineta superba
Acineta superba är en orkidéart som först beskrevs av Carl Sigismund Kunth, och fick sitt nu gällande namn av Heinrich Gustav Reichenbach. Acineta superba ingår i släktet Acineta och familjen orkidéer. Inga underarter finns listade i Catalogue of Life.

## Bildgalleri

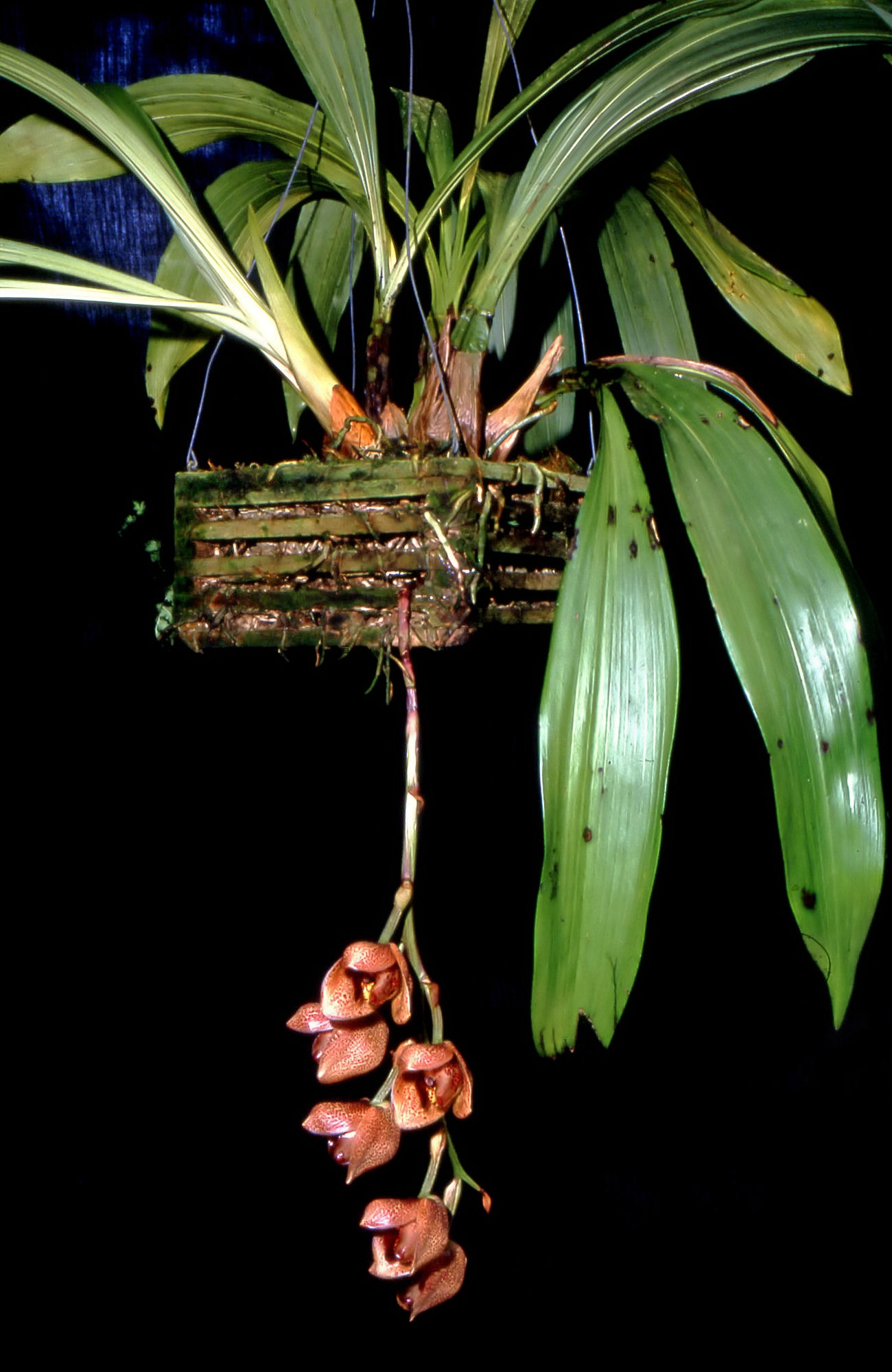
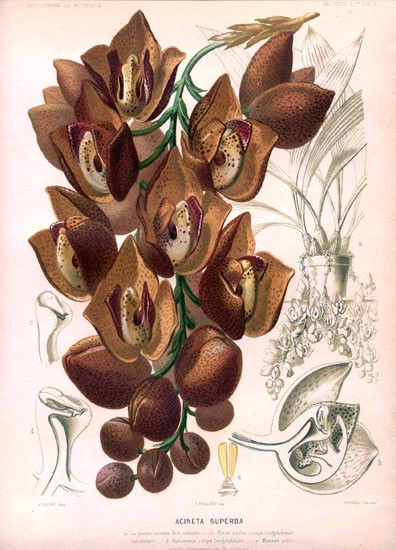
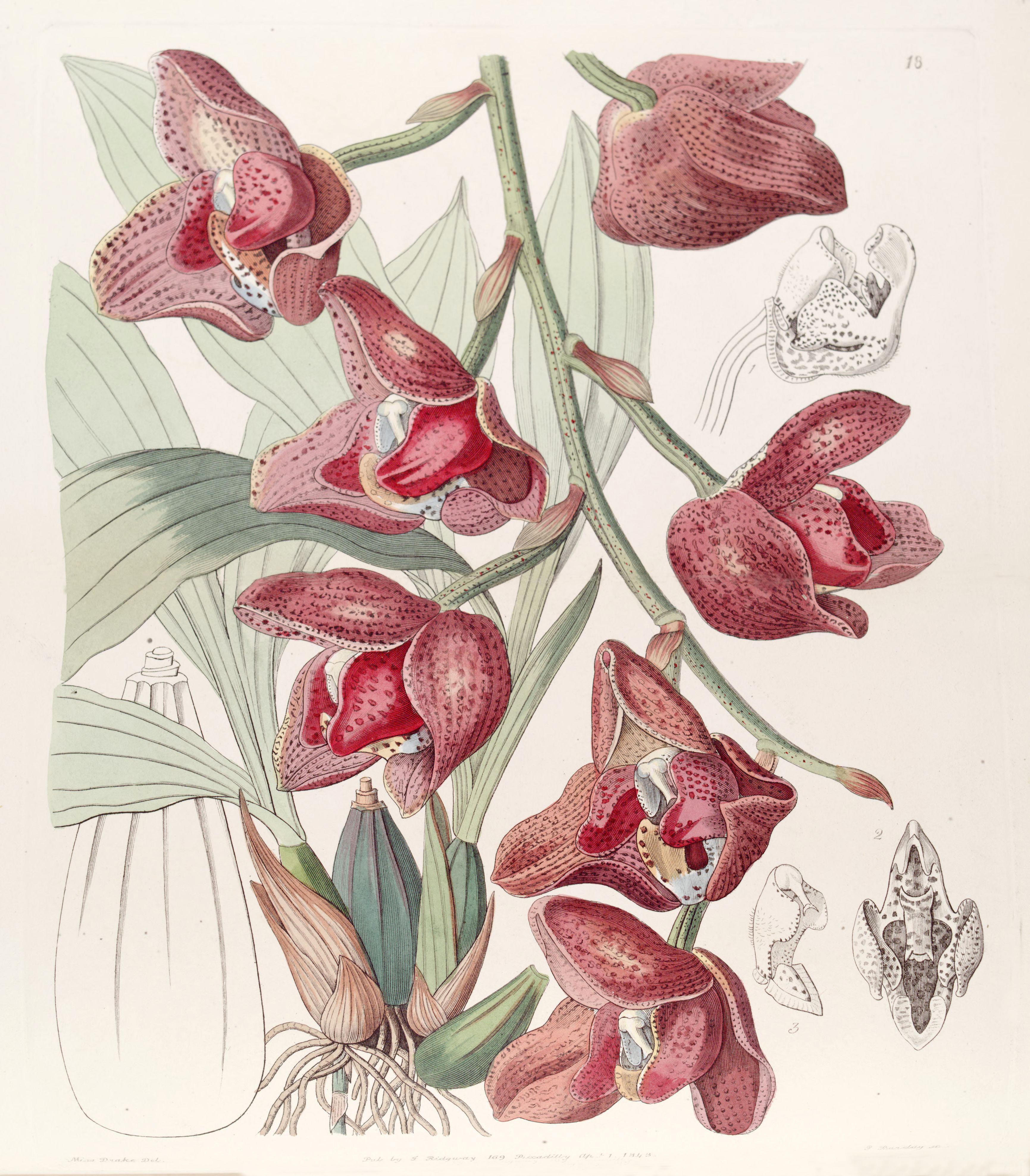
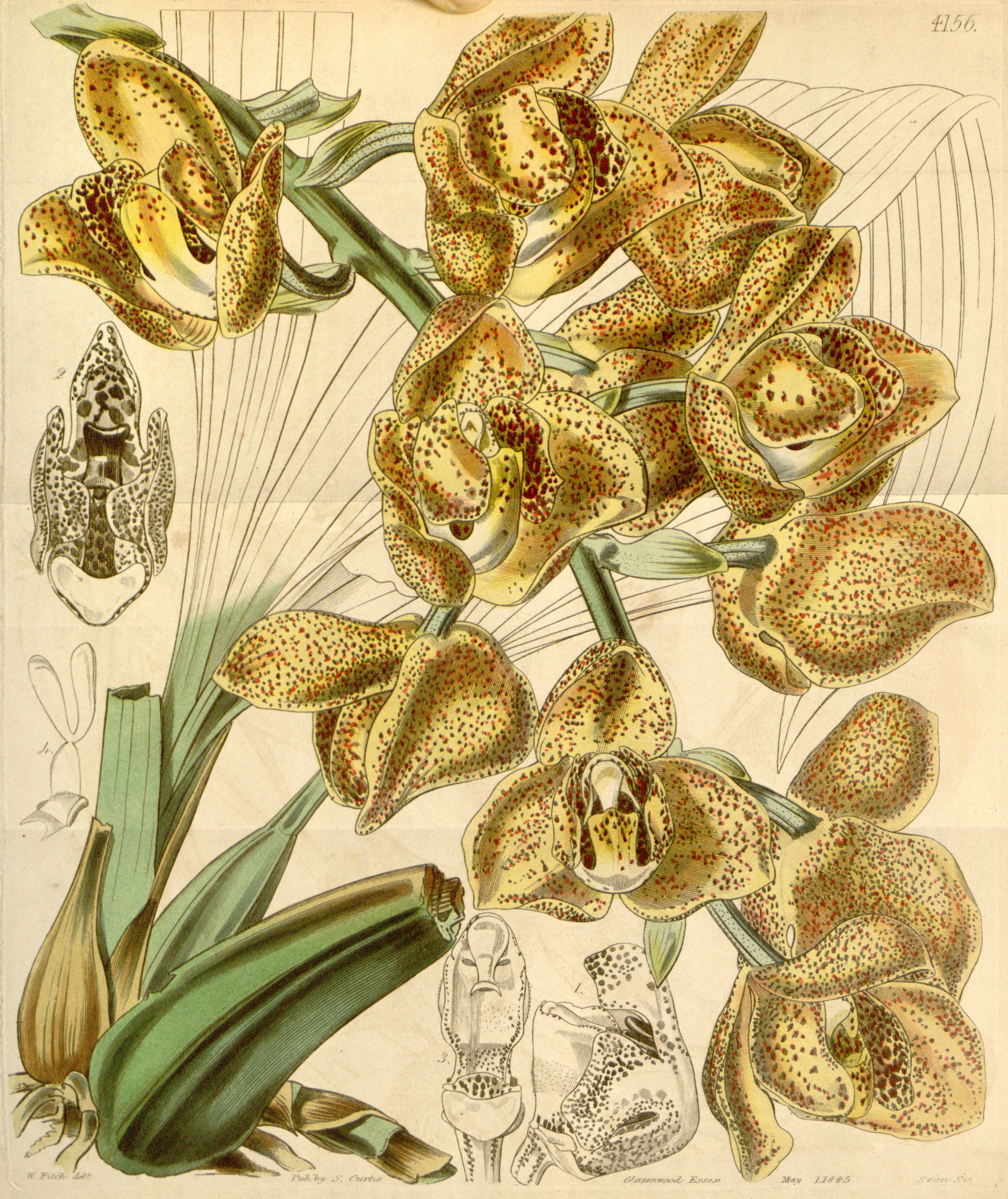
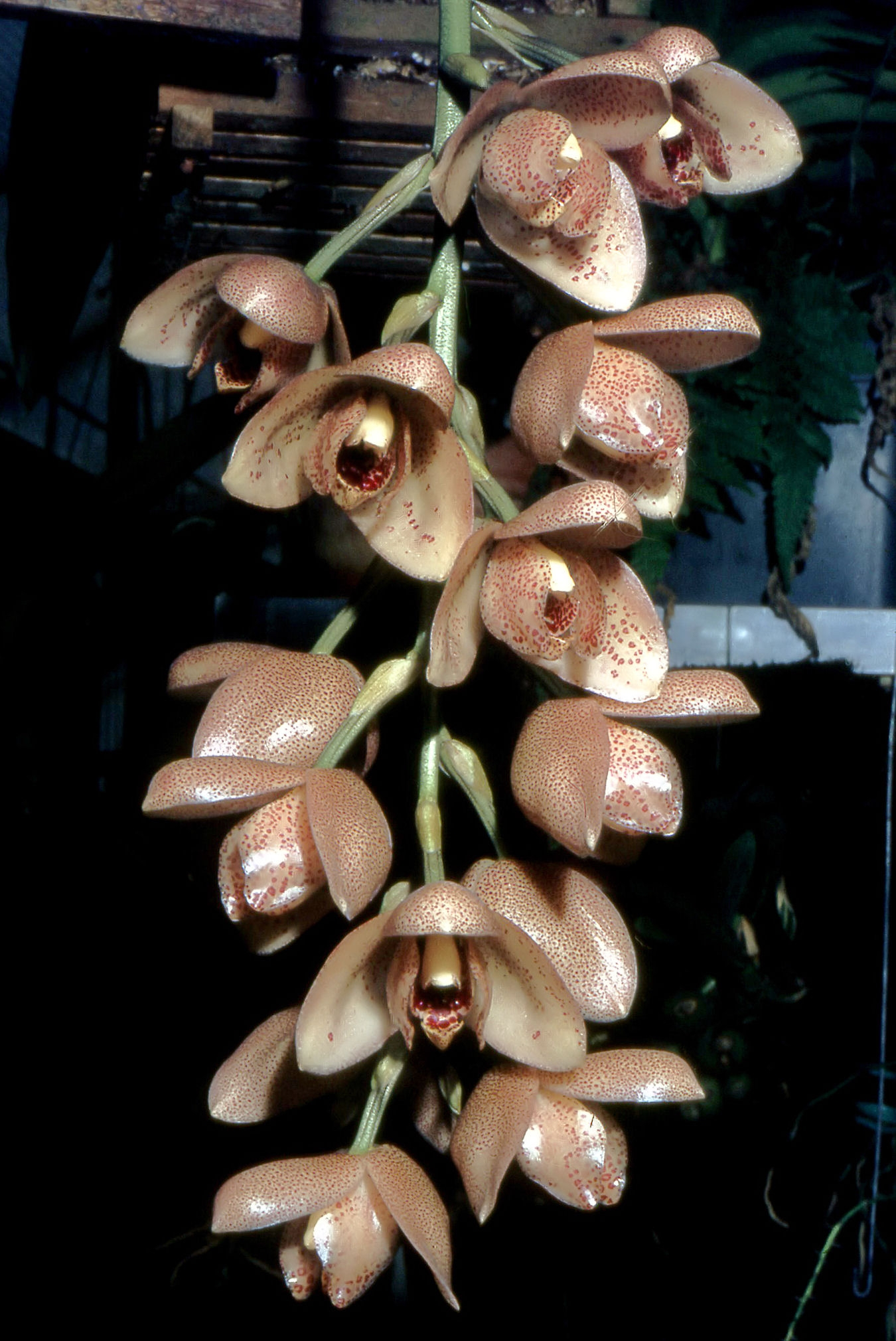
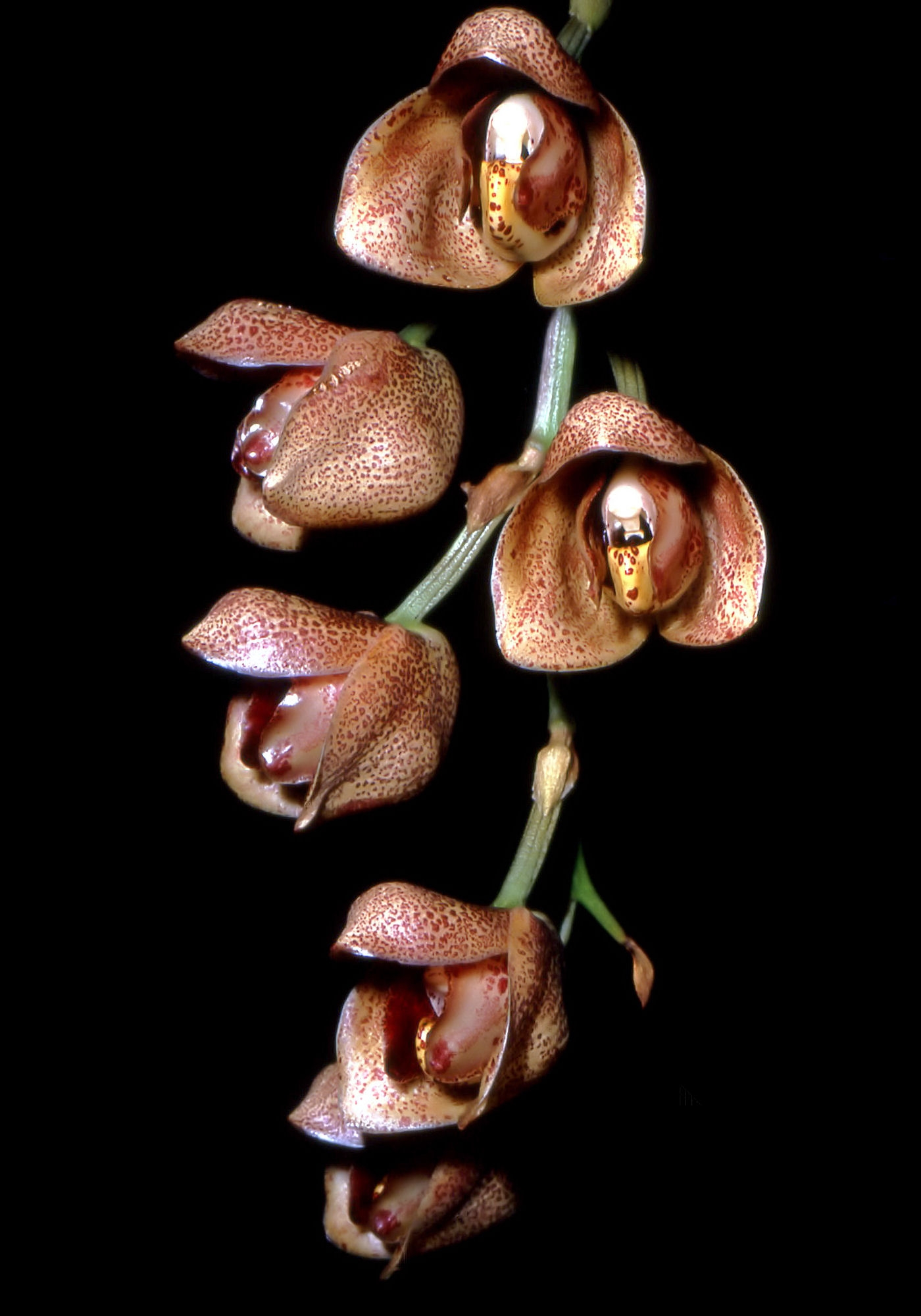